# Società Sportiva Calcio Napoli 1986-1987
Questa voce raccoglie le informazioni riguardanti la Società Sportiva Calcio Napoli nelle competizioni ufficiali della stagione 1986-1987.

## Stagione

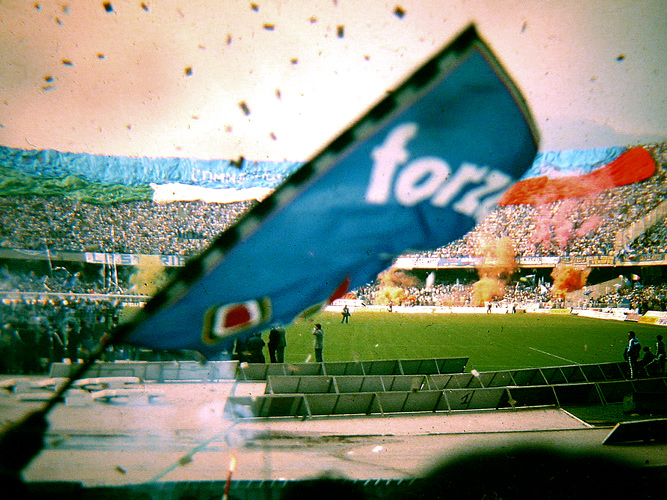
Il San Paolo in festa per il primo scudetto, il 10 maggio 1987.

La stagione 1986-1987, vede il Napoli vincere il primo scudetto della sua storia e la Coppa Italia per la terza volta, realizzando così uno storico double. Il primo incontro stagionale ufficiale è del 24 agosto, quando inizia la fase preliminare della Coppa Italia, che vede gli azzurri impegnati a vincere il quinto girone di qualificazione composto da Lazio, Cesena, L.R. Vicenza, Taranto e SPAL, chiudendolo a punteggio pieno: 0-2 a Ferrara contro la SPAL e a Roma contro la Lazio, 0-1 contro il Taranto, 2-1 contro il Vicenza e 3-1 contro il Cesena.
In campionato i partenopei si sono portati al comando a inizio novembre, sconfiggendo la Juventus (3-1). Sul finire del girone di andata, l'Inter ha agganciato la squadra azzurra a seguito della sua sconfitta per 3-1 con la Fiorentina alla penultima giornata del girone d'andata. I nerazzurri vengono poi sconfitti a Verona per 2-1 all'ultima giornata del girone d'andata, e il Napoli ottiene il titolo di campione d'inverno vincendo per 3-0 contro l'Ascoli, chiudendo così il girone d'andata con 22 punti e a +2 sui nerazzurri.

Maradona festeggiato dai compagni dopo la conquista della terza Coppa Italia.

I punti di distacco sono saliti a 4 a fine febbraio quando i milanesi hanno perso con la Roma mentre il Napoli ha vinto (0-1) a Torino col Toro. Due settimane dopo sono diventati 7, complici le sconfitte nerazzurre nel derby e a Genova, mentre il Napoli pareggia 1-1 in casa con la Sampdoria e vince a Bergamo per 0-1 contro l'Atalanta. Un leggero rallentamento in primavera ha fatto sperare in un recupero Milan e Roma, comunque tenute a debita distanza. Lo scatto decisivo giunge a maggio: alla terzultima giornata, l'Inter perde per 1-0 contro l'Ascoli, mentre il Napoli pareggia  per 1-1 sul campo del Como, poi i nerazzurri subiscono una seconda sconfitta consecutiva con lo stesso risultato, perdendo contro l'Atalanta e venendo sorpassati dalla Juventus, mentre il Napoli ottenne un altro pareggio contro la Fiorentina, vincendo lo scudetto con una giornata d'anticipo: per i partenopei è il primo tricolore della storia.
Nella Coppa UEFA gli azzurri sono stati estromessi nel doppio confronto del primo turno, dai francesi del Tolosa, che hanno avuto la meglio grazie ai calci di rigore. La stagione fu chiusa con l'altrettanto prestigioso successo nella Coppa Italia, vinta dai partenopei per la terza volta. In seguito, il Napoli supera tutti i turni con una doppia vittoria, eliminando il Brescia agli ottavi di finale (doppio 3-0) e il Bologna ai quarti di finale (3-0 in casa e 4-2 fuori). Poi affronta il Cagliari, che era riuscito a raggiungere a sorpresa le semifinali dopo aver eliminato la Juventus con la regola dei gol in trasferta ma che era ultimo in Serie B ed era appena stato matematicamente retrocesso in Serie C1 per il suo disastroso andamento in campionato (complici anche i cinque punti di penalizzazione). Una volta eliminato il Cagliari con un'altra doppia vittoria (0-1 fuori casa e 4-1 al San Paolo), il Napoli vince la finale contro la retrocessa Atalanta, superata anch'essa in entrambi gli incontri (3-0 in casa e 0-1 fuori). Dato che il Napoli aveva già vinto anche il campionato, questo ha anche l'effetto unico di qualificare l'Atalanta in Coppa delle Coppe al posto dei partenopei nonostante la retrocessione.

## Divise e sponsor
Lo sponsor tecnico per la stagione 1986-1987 fu Ennerre, mentre lo sponsor ufficiale fu Buitoni.
| Casa | Trasferta | Terza divisa |

## Organigramma societario
- Presidente: Corrado Ferlaino
- General manager: Italo Allodi
- Capo Ufficio stampa: Carlo Iuliano
- Allenatore: Ottavio Bianchi
- Preparatore atletico aggiunto: Luigi Castelli
- Direttore Sportivo: Pierpaolo Marino

## Rosa
| N. |                   | Ruolo | Calciatore           |
| -- | ----------------- | ----- | -------------------- |
|    | Italia (bandiera) | P     | Raffaele Di Fusco    |
|    | Italia (bandiera) | P     | Claudio Garella      |
|    | Italia (bandiera) | P     | Enrico Zazzaro       |
|    | Italia (bandiera) | D     | Tebaldo Bigliardi    |
|    | Italia (bandiera) | D     | Giuseppe Bruscolotti |
|    | Italia (bandiera) | D     | Antonio Carannante   |
|    | Italia (bandiera) | D     | Roberto Carannante   |
|    | Italia (bandiera) | D     | Ciro Ferrara         |
|    | Italia (bandiera) | D     | Moreno Ferrario      |
|    | Italia (bandiera) | D     | Massimo Filardi      |
|    | Italia (bandiera) | D     | Raimondo Marino      |
|    | Italia (bandiera) | D     | Alessandro Renica    |
|    | Italia (bandiera) | D     | Giuseppe Volpecina   |

| N. |                      | Ruolo | Calciatore                        |
| -- | -------------------- | ----- | --------------------------------- |
|    | Italia (bandiera)    | C     | Salvatore Bagni                   |
|    | Italia (bandiera)    | C     | Luigi Caffarelli                  |
|    | Italia (bandiera)    | C     | Costanzo Celestini                |
|    | Italia (bandiera)    | C     | Nicolò Sciacca                    |
|    | Italia (bandiera)    | C     | Davide Lampugnani                 |
|    | Italia (bandiera)    | C     | Fernando De Napoli                |
|    | Italia (bandiera)    | C     | Ciro Muro                         |
|    | Italia (bandiera)    | C     | Pietro Puzone                     |
|    | Italia (bandiera)    | C     | Francesco Romano                  |
|    | Italia (bandiera)    | C     | Luciano Sola                      |
|    | Italia (bandiera)    | A     | Andrea Carnevale                  |
|    | Italia (bandiera)    | A     | Bruno Giordano                    |
|    | Argentina (bandiera) | A     | Diego Armando Maradona (capitano) |

## Calciomercato

### Sessione estiva
| Acquisti | Acquisti           | Acquisti  | Acquisti      |
| R.       | Nome               | da        | Modalità      |
| -------- | ------------------ | --------- | ------------- |
| A        | Andrea Carnevale   | Udinese   | definitivo    |
| C        | Fernando De Napoli | Avellino  | definitivo    |
| P        | Raffaele Di Fusco  | Catanzaro | fine prestito |
| C        | Ciro Muro          | Pisa      | definitivo    |
| C        | Luciano Sola       | Bari      | definitivo    |
| D        | Giuseppe Volpecina | Pisa      | fine prestito |

| Cessioni | Cessioni          | Cessioni    | Cessioni   |
| R.       | Nome              | a           | Modalità   |
| -------- | ----------------- | ----------- | ---------- |
| A        | Francesco Baiano  | Empoli      | prestito   |
| A        | Daniel Bertoni    | Udinese     | definitivo |
| C        | Ruben Buriani     | SPAL        | definitivo |
| C        | Massimiliano Favo | Salernitana | definitivo |
| C        | Eraldo Pecci      | Bologna     | definitivo |
| A        | Domenico Penzo    | Trento      | definitivo |

### Sessione invernale
| Acquisti | Acquisti         | Acquisti  | Acquisti   |
| R.       | Nome             | da        | Modalità   |
| -------- | ---------------- | --------- | ---------- |
| C        | Francesco Romano | Triestina | definitivo |

| Cessioni | Cessioni        | Cessioni | Cessioni |
| R.       | Nome            | a        | Modalità |
| -------- | --------------- | -------- | -------- |
| D        | Raimondo Marino | Lazio    | -        |

## Risultati

### Serie A

#### Girone di andata
| Arbitro: | Agnolin (Bassano del Grappa) |

|  |           |              |
|  | Marcatori | 41’ Maradona |

| Arbitro: | Baldi (Roma) |

|               |           |              |
| De Napoli 29’ | Marcatori | 49’ Graziani |

| Avellino 28 settembre 1986, ore 15:00 CEST 3ª giornata | Avellino      | 0 – 0 referto | Napoli | Stadio Partenio (35 163 spett.)\| Arbitro: \| Longhi (Roma) \| |
| Arbitro:                                               | Longhi (Roma) |               |        |                                                                |

| Arbitro: | Lanese (Messina) |

|                                    |           |            |
| Bagni 15’ Ferrara 60’ Giordano 76’ | Marcatori | 10’ Sabato |

| Arbitro: | Lo Bello (Siracusa) |

|                   |           |                                   |
| Vialli 59’ (rig.) | Marcatori | 8’ Caffarelli 65’ (rig.) Maradona |

| Arbitro: | Lombardo (Marsala) |

|                                   |           |                               |
| Volpecina 20’ Maradona 65’ (rig.) | Marcatori | 30’ Cantarutti 80’ Incocciati |

| Arbitro: | Redini (Pisa) |

|  |           |              |
|  | Marcatori | 46’ Maradona |

| Napoli 2 novembre 1986, ore 15:00 CET 8ª giornata | Napoli         | 0 – 0 referto | Inter | Stadio San Paolo (81 621 spett.)\| Arbitro: \| Pieri (Genova) \| |
| Arbitro:                                          | Pieri (Genova) |               |       |                                                                  |

| Arbitro: | Agnolin (Bassano del Grappa) |

|             |           |                                         |
| Laudrup 50’ | Marcatori | 73’ Ferrario 74’ Giordano 90’ Volpecina |

| Arbitro: | Lo Bello (Siracusa) |

|                                           |           |  |
| Maradona 26’ Carnevale 45’, 67’ Bagni 79’ | Marcatori |  |

| Napoli 30 novembre 1986, ore 15:00 CET 11ª giornata | Napoli          | 0 – 0 referto | Verona | Stadio San Paolo (75 704 spett.)\| Arbitro: \| Magni (Bergamo) \| |
| Arbitro:                                            | Magni (Bergamo) |               |        |                                                                   |

| Milano 14 dicembre 1986, ore 15:00 CET 12ª giornata | Milan             | 0 – 0 referto | Napoli | Stadio Giuseppe Meazza (68 208 spett.)\| Arbitro: \| Bergamo (Livorno) \| |
| Arbitro:                                            | Bergamo (Livorno) |               |        |                                                                           |

| Arbitro: | Pieri (Genova) |

|                     |           |                        |
| Caffarelli 17’, 38’ | Marcatori | 89’ (aut.) Bruscolotti |

| Arbitro: | Lanese (Messina) |

|                                   |           |              |
| Díaz 6’ Antognoni 25’ Monelli 89’ | Marcatori | 50’ Maradona |

| Arbitro: | Magni (Bergamo) |

|                               |           |  |
| Muro 58’ Romano 67’ Bagni 86’ | Marcatori |  |

#### Girone di ritorno
| Arbitro: | Coppetelli (Tivoli) |

|                                 |           |            |
| Ferrara 14’ Giordano 64’ (rig.) | Marcatori | 55’ Branco |

| Arbitro: | Bergamo (Livorno) |

|  |           |                                        |
|  | Marcatori | 28’ (rig.), 42’ Maradona 77’ De Napoli |

| Arbitro: | Longhi (Roma) |

|                              |           |  |
| Bagni 53’ Carnevale 68’, 78’ | Marcatori |  |

| Arbitro: | Magni (Bergamo) |

|  |           |              |
|  | Marcatori | 84’ Giordano |

| Arbitro: | Agnolin (Bassano del Grappa) |

|              |           |             |
| Maradona 37’ | Marcatori | 31’ Lorenzo |

| Arbitro: | Bergamo (Livorno) |

|  |           |              |
|  | Marcatori | 12’ Giordano |

| Napoli 15 marzo 1987, ore 15:00 CET 22ª giornata | Napoli          | 0 – 0 referto | Roma | Stadio San Paolo (82 185 spett.)\| Arbitro: \| Magni (Bergamo) \| |
| Arbitro:                                         | Magni (Bergamo) |               |      |                                                                   |

| Arbitro: | Lo Bello (Siracusa) |

|             |           |  |
| Bergomi 85’ | Marcatori |  |

| Arbitro: | Pieri (Genova) |

|                       |           |            |
| Renica 14’ Romano 58’ | Marcatori | 50’ Serena |

| Napoli 5 aprile 1987, ore 15:00 CEST 25ª giornata | Empoli           | 0 – 0 referto | Napoli | Stadio San Paolo (17 880 spett.)\| Arbitro: \| Casarin (Milano) \| |
| Arbitro:                                          | Casarin (Milano) |               |        |                                                                    |

| Arbitro: | Longhi (Roma) |

|                                                 |           |  |
| Pacione 21’ Renica 32’ (aut.) Elkjær 39’ (rig.) | Marcatori |  |

| Arbitro: | Lo Bello (Siracusa) |

|                            |           |            |
| Carnevale 33’ Maradona 43’ | Marcatori | 79’ Virdis |

| Arbitro: | Bergamo (Livorno) |

|            |           |               |
| Giunta 63’ | Marcatori | 76’ Carnevale |

| Arbitro: | Pairetto (Torino) |

|               |           |            |
| Carnevale 29’ | Marcatori | 39’ Baggio |

| Arbitro: | Frigerio (Milano) |

|             |           |               |
| Barbuti 54’ | Marcatori | 10’ Carnevale |

### Coppa Italia

#### Primo turno
| Arbitro: | Longhi (Roma) |

|  |           |                        |
|  | Marcatori | 43’ Bagni 68’ Maradona |

| Arbitro: | Redini (Pisa) |

|  |           |                            |
|  | Marcatori | 26’ Carnevale 36’ Maradona |

| Arbitro: | Pieri (Genova) |

|  |           |               |
|  | Marcatori | 73’ De Napoli |

| Arbitro: | Magni (Bergamo) |

|                       |           |            |
| Muro 54’ Giordano 73’ | Marcatori | 82’ Rondon |

| Arbitro: | Leni (Perugia) |

|                                      |           |             |
| Carnevale 24’ Maradona 53’ Bagni 74’ | Marcatori | 9’ Simonini |

#### Fase finale
| Arbitro: | Redini (Pisa) |

|                                    |           |  |
| Maradona 16’ Muro 56’ Giordano 72’ | Marcatori |  |

| Arbitro: | Baldas (Trieste) |

|  |           |                                 |
|  | Marcatori | 47’ Carnevale 69’, 76’ Giordano |

| Arbitro: | Paparesta (Bari) |

|                                         |           |  |
| Giordano 45’ Carnevale 61’ Maradona 84’ | Marcatori |  |

| Arbitro: | Magni (Bergamo) |

|                            |           |                                                      |
| Marocchi 40’ Marronaro 86’ | Marcatori | 55’ Caffarelli 60’, 88’ Giordano 70’ (rig.) Maradona |

| Arbitro: | Pairetto (Torino) |

|  |           |              |
|  | Marcatori | 79’ Maradona |

| Arbitro: | Luci (Firenze) |

|                                          |           |                   |
| Carnevale 22’ Giordano 24’, 42’ Muro 68’ | Marcatori | 36’ (aut.) Romano |

| Arbitro: | Redini (Pisa) |

|                               |           |  |
| Renica 67’ Muro 71’ Bagni 77’ | Marcatori |  |

| Arbitro: | Longhi (Roma) |

|  |           |              |
|  | Marcatori | 86’ Giordano |

### Coppa UEFA

#### Trentaduesimi di finale
| Arbitro: | Tritschler |

|               |           |  |
| Carnevale 55’ | Marcatori |  |

| Arbitro: | Fredriksson |

|                                       |                      |                                         |
| Stopyra 15’                           | Marcatori            |                                         |
| Stopyra Márcico Durand Marx Tarantini | Tiri di rigore 4 – 3 | Giordano Ferrario Renica Bagni Maradona |

## Statistiche

### Statistiche di squadra
| Competizione | Punti | In casa | In casa | In casa | In casa | In casa | In casa | In trasferta | In trasferta | In trasferta | In trasferta | In trasferta | In trasferta | Totale | Totale | Totale | Totale | Totale | Totale | DR  |
| Competizione | Punti | G       | V       | N       | P       | Gf      | Gs      | G            | V            | N            | P            | Gf           | Gs           | G      | V      | N      | P      | Gf     | Gs     | DR  |
| ------------ | ----- | ------- | ------- | ------- | ------- | ------- | ------- | ------------ | ------------ | ------------ | ------------ | ------------ | ------------ | ------ | ------ | ------ | ------ | ------ | ------ | --- |
| Serie A      | 42    | 15      | 8       | 7       | 0       | 26      | 10      | 15           | 7            | 5            | 3            | 15           | 11           | 30     | 15     | 12     | 3      | 41     | 21     | +20 |
| Coppa Italia | -     | 6       | 6       | 0       | 0       | 18      | 3       | 7            | 7            | 0            | 0            | 14           | 2            | 13     | 13     | 0      | 0      | 32     | 5      | +27 |
| Coppa UEFA   | -     | 1       | 1       | 0       | 0       | 1       | 0       | 1            | 0            | 0            | 1            | 0            | 1            | 2      | 1      | 0      | 1      | 1      | 1      | 0   |
| Totale       | -     | 22      | 15      | 7       | 0       | 45      | 13      | 23           | 14           | 5            | 4            | 29           | 14           | 45     | 29     | 12     | 4      | 74     | 27     | +47 |

### Andamento in campionato
| Giornata  | 1 | 2 | 3 | 4 | 5 | 6 | 7 | 8 | 9 | 10 | 11 | 12 | 13 | 14 | 15 | 16 | 17 | 18 | 19 | 20 | 21 | 22 | 23 | 24 | 25 | 26 | 27 | 28 | 29 | 30 |
| --------- | - | - | - | - | - | - | - | - | - | -- | -- | -- | -- | -- | -- | -- | -- | -- | -- | -- | -- | -- | -- | -- | -- | -- | -- | -- | -- | -- |
| Luogo     | T | C | T | C | T | C | T | C | T | C  | C  | T  | C  | T  | C  | C  | T  | C  | T  | C  | T  | C  | T  | C  | T  | T  | C  | T  | C  | T  |
| Risultato | V | N | N | V | V | N | V | N | V | V  | N  | N  | V  | P  | V  | V  | V  | V  | V  | N  | V  | N  | P  | V  | N  | P  | V  | N  | N  | N  |
| Posizione | 1 | 3 | 2 | 2 | 1 | 2 | 1 | 1 | 1 | 1  | 1  | 1  | 1  | 1  | 1  | 1  | 1  | 1  | 1  | 1  | 1  | 1  | 1  | 1  | 1  | 1  | 1  | 1  | 1  | 1  |

Fonte: http://calcio-seriea.net/allenatori_squadra/1986/933/
Legenda:

Luogo: C = Casa; T = Trasferta. Risultato: V = Vittoria; N = Pareggio; P = Sconfitta.

### Statistiche dei giocatori[18][19][20]
| Giocatore      | Serie A  | Serie A | Serie A     | Serie A    | Coppa Italia | Coppa Italia | Coppa Italia | Coppa Italia | Coppa UEFA | Coppa UEFA | Coppa UEFA  | Coppa UEFA | Totale   | Totale | Totale      | Totale     |
| Giocatore      | Presenze | Reti    | Ammonizioni | Espulsioni | Presenze     | Reti         | Ammonizioni  | Espulsioni   | Presenze   | Reti       | Ammonizioni | Espulsioni | Presenze | Reti   | Ammonizioni | Espulsioni |
| -------------- | -------- | ------- | ----------- | ---------- | ------------ | ------------ | ------------ | ------------ | ---------- | ---------- | ----------- | ---------- | -------- | ------ | ----------- | ---------- |
| S. Bagni       | 28       | 4       | 5           | 1          | 10           | 3            | ?            | ?            | 2          | 0          | ?           | ?          | 40       | 7      | 5+          | 1+         |
| T. Bigliardi   | 3        | 0       | 0           | 0          | 7            | 0            | ?            | ?            | 0          | 0          | 0           | 0          | 10       | 0      | 0+          | 0+         |
| G. Bruscolotti | 25       | 0       | 1           | 0          | 12           | 0            | ?            | ?            | 2          | 0          | ?           | ?          | 39       | 0      | 1+          | 0+         |
| L. Caffarelli  | 21       | 3       | 1           | 0          | 12           | 1            | ?            | ?            | 1          | 0          | ?           | ?          | 34       | 4      | 1+          | 0+         |
| A. Carnevale   | 27       | 8       | 2           | 0          | 13           | 5            | ?            | ?            | 2          | 1          | ?           | ?          | 42       | 14     | 2+          | 0+         |
| F. De Napoli   | 28       | 2       | 7           | 0          | 10           | 1            | ?            | ?            | 2          | 0          | ?           | ?          | 40       | 3      | 7+          | 0+         |
| R. Di Fusco    | 1        | -1      | 0           | 0          | 4            | -2           | ?            | ?            | 0          | 0          | 0           | 0          | 5        | -3     | 0+          | 0+         |
| C. Ferrara     | 28       | 2       | 3           | 0          | 8            | 0            | ?            | ?            | 2          | 0          | ?           | ?          | 38       | 2      | 3+          | 0+         |
| M. Ferrario    | 29       | 1       | 0           | 0          | 12           | 0            | ?            | ?            | 2          | 0          | ?           | ?          | 43       | 1      | 0+          | 0+         |
| C. Garella     | 29       | -20     | 2           | 0          | 9            | -3           | ?            | ?            | 2          | -1         | ?           | ?          | 40       | -24    | 2+          | 0+         |
| B. Giordano    | 26       | 5       | 4           | 0          | 13           | 10           | ?            | ?            | 2          | 0          | ?           | ?          | 41       | 15     | 4+          | 0+         |
| D. Maradona    | 29       | 10      | 2           | 0          | 10           | 7            | ?            | ?            | 2          | 0          | ?           | ?          | 41       | 17     | 2+          | 0+         |
| R. Marino      | 4        | 0       | 1           | 0          | 5            | 0            | ?            | ?            | 1          | 0          | ?           | ?          | 10       | 0      | 1+          | 0+         |
| C. Muro        | 11       | 1       | 0           | 0          | 13           | 4            | ?            | ?            | 2          | 0          | ?           | ?          | 26       | 5      | 0+          | 0+         |
| A. Renica      | 29       | 1       | 5           | 0          | 9            | 1            | ?            | ?            | 2          | 0          | ?           | ?          | 40       | 2      | 5+          | 0+         |
| F. Romano      | 24       | 2       | 1           | 0          | 7            | 0            | ?            | ?            | 0          | 0          | 0           | 0          | 31       | 2      | 1+          | 0+         |
| L. Sola        | 16       | 0       | 2           | 0          | 7            | 0            | ?            | ?            | 0          | 0          | 0           | 0          | 23       | 0      | 2+          | 0+         |
| G. Volpecina   | 25       | 2       | 2           | 0          | 8            | 0            | ?            | ?            | 2          | 0          | ?           | ?          | 35       | 2      | 2+          | 0+         |